# Ring bokserski

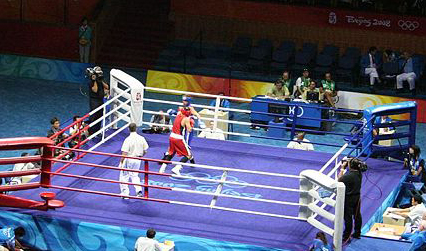
Walka na ringu bokserskim podczas XXIX Letnich Igrzysk Olimpijskich Pekin 2008.

Ring bokserski – miejsce walk bokserskich lub walk w podobnych dyscyplinach (np. kick-boxing). Współczesny ring ma postać kwadratowego podwyższenia, otoczonego czterema równoległymi do podłoża linami, przyczepionymi do słupów narożnych w każdym rogu ringu. Obecnie zawodowe walki muszą mieć ring zgodny z międzynarodowym standardem, jednakże jest kilka różnych międzynarodowych standardów.
Nazwa „ring” jest określeniem pierwotnym z czasów, gdy toczono turnieje w zgrubsza narysowanym kółku na ziemi. Nazwa ta przetrwała z przepisami Jacka Broughtona (1743), wyszczególniającymi małe kółko w centrum pola walki, gdzie bokserzy spotykali się na początku każdej rundy. Pierwszy kwadratowy ring wprowadziło Towarzystwo Pięściarskie (Pugilistic Society) w 1838, został on określony jako kwadrat o długości boku 24 stóp (7,32 m) ograniczony dwiema linami.

## Standardowy rozmiar ringu
Standardowy ring ma bok w granicach od 4,88 do 7,32 m (16–25 stóp) długości wewnątrz lin, choć najczęściej spotyka się bok poniżej 6,1 m (20 stóp). Poza linami powinien znajdować się pas wolnej przestrzeni szerokości 60–100 cm, zabezpieczający boksera przed spadnięciem z ringu. Ring jest umieszczony na wysokości 90–120 cm. Podłoga ringu ma ok. 2–2,5 cm wyściółki z warstw filcu i gąbki, pokrytej brezentem. Słupy narożne mają około 1,5 metra wysokości i około 10 cm średnicy, na nich umocowane są zaczepy dla lin. Liny mają 2,5 cm średnicy i znajdują się na wysokościach 0,46 m, 0,76 m, 1,07 m i 1,37 m (18, 30, 42, 54 cale). Słupy narożne, zaczepy i liny są obszyte miękkim materiałem.